# Морозов Петро Федорович
Петро Федорович Морозов (14 жовтня 1905, село Нікольське, тепер Сорочинського району Оренбурзької області, Російська Федерація — 1969) — радянський державний діяч, голова виконавчого комітету Тамбовської обласної ради, голова виконавчого комітету Красноярської крайової ради. Депутат Верховної Ради СРСР 3—6-го скликань.

## Життєпис
Народився в селянській родині. З 1921 по 1923 рік служив добровольцем у Червоній армії.
Член ВКП(б) з 1930 року.
Закінчив Воронезький сільськогосподарський інститут.
Після закінчення інституту — науковий співробітник, агроном, директор радгоспу, заступник начальника обласного земельного відділу.
З 1941 року — завідувач сільськогосподарського відділу Тамбовського обласного комітету ВКП(б); завідувач Тамбовського обласного земельного відділу.
До грудня 1948 року — заступник голови виконавчого комітету Тамбовської обласної ради депутатів трудящих.
Закінчив Вищу партійну школу при ЦК ВКП(б).
У грудні 1948 — грудні 1957 року — голова виконавчого комітету Тамбовської обласної ради депутатів трудящих.
20 лютого 1958 — 8 грудня 1962 року — голова виконавчого комітету Красноярської крайової ради депутатів трудящих.
8 грудня 1962 — 28 грудня 1964 року — голова виконавчого комітету Красноярської сільської крайової ради депутатів трудящих.
Подальша доля невідома.

## Нагороди
- орден Трудового Червоного Прапора (1955)
- медаль «За трудову доблесть»
- медалі